# Léon Strauss
Pour les articles homonymes, voir Strauss.
Ne doit pas être confondu avec Leo Strauss.
Léon Strauss, né le 14 août 1927 à Sarrebourg (Moselle), est un universitaire et historien français, spécialiste de l'histoire de l'Alsace des XIXe et XXe siècles. Agrégé d'histoire, maître de conférences honoraire à l'Université de Strasbourg, il a particulièrement étudié l'histoire du syndicalisme et du mouvement ouvrier, ainsi que l'histoire de la gauche en Alsace.

## Biographie
Léon Strauss est le fils d'un professeur de lettres formé en Allemagne. Le famille part en exode au moment de la drôle de guerre. Le père est mis à la retraite d’office en 1940 par application du statut des Juifs. Fin décembre 1940, Léon Strauss fréquente le lycée Blaise-Pascal de Clermont-Ferrand.
En 1954, Léon Strauss épouse Françoise Picard, professeur de sciences physiques, avec qui il a deux enfants. Veuf, il se remarie en 1978 avec Janine Marchal, professeur de français.

## Publications (sélection)
Léon Strauss est l'auteur de nombreuses publications, de comptes-rendus d'ouvrages pour la Revue d'Alsace et de notices biographiques, notamment pour le Nouveau Dictionnaire de biographie alsacienne, le Dictionnaire biographique du mouvement ouvrier français, l'Encyclopédie de l'Alsace ou l'Encyclopædia Universalis.
- « Militants alsaciens et lorrains et les rapports entre les mouvements ouvriers français et allemands entre 1900 et 1923 », Revue d'Allemagne, Cent ans de rapports franco-allemands, 1871-1971, Actes du colloque de Strasbourg (novembre 1971), Armand Colin, Paris, 1972
- « La crise de Munich en Alsace », in Revue d'Alsace, no 105, 1979, p. 180
- Jacques Peirotes : 1869-1935 : Député-maire socialiste de Strasbourg (en collaboration avec François Igersheim et Jean-Claude Richez), Schildknecht, Strasbourg, 1985
- Tradition et renouvellement des pratiques de loisirs en milieu ouvrier, dans l'Alsace des années trente (en collaboration avec Jean-Claude Richez), s.l. : s.n. , 1987
- « Le Mouvement social de mai 1968 en Alsace : décalages et développements inégaux » (en collaboration avec Jean-Claude Richez), in Revue des sciences sociales de la France de l'Est, no 17, 1989-1990, p. 117-121
- « Généalogie des vacances ouvrières » (en collaboration avec Jean-Claude Richez), in Le Mouvement social, janvier-mars 1990
- Revendication et conquête des congés payés en Alsace et en Moselle (en collaboration avec Jean-Claude Richez), s.l. : s.n. , 1990
- « 1889 en Alsace », in Jacques Bariéty (dir.), 1889 : Centenaire de la Révolution française. Réactions et représentations politiques en Europe (Actes du colloque tenu à l'Université des sciences humaines de Strasbourg, 20-22 avril 1989), Berne, 1992, p. 189-195
- « Le sport travailliste pendant l'Entre-deux-guerres », in Pierre Arnaud (dir.), Les origines du sport ouvrier en Europe, L'Harmattan, 1994
- « L'Université de Strasbourg repliée. Vichy et les Allemands », in André Gueslin (dir.), Les facs sous Vichy : étudiants, universitaires et universités de France pendant la Seconde Guerre mondiale (actes du colloque des Universités de Clermont-Ferrand et de Strasbourg, novembre 1993), Institut d'études du Massif central, Clermont-Ferrand, 1994, p. 87-112
- « Un temps nouveau pour les ouvriers : les congés payés » (en collaboration avec Jean-Claude Richez), in Alain Corbin (dir.), L'avènement des loisirs 1850-1960, Flammarion, Paris, 1995, p. 373-412
- « Les élections du printemps 1995 en Alsace » (en collaboration avec Dominique Badariotti), in Revue d'Alsace, no 121, 1995
- Géopolitique de Strasbourg : permanences, mutations et singularités de 1871 à nos jours (en collaboration avec Dominique Badariotti et Richard Kleinschmager), La Nuée bleue, Strasbourg, 1995
- « L'Alsace et le nazisme. Mise au pas et Résistance », in APHG, 1995
- « Le malaise alsacien et le développement de l'autonomisme. La vie politique en Alsace dans l'entre-deux guerres », in APHG, 1995
- Ombres et lumières sur les fondations Toepfer (en collaboration avec Pierre Ayçoberry, Georges Bischoff, Lionel Boissou, Philippe Breton, Hans-Ruediger Minow et Alfred Wahl), S. n., Strasbourg, 1996
- Marc Bloch, l'historien de la cité (en collaboration avec Pierre Deyon et Jean-Claude Richez), Presses universitaires de Strasbourg, 1997
- « Le réveil de la mémoire, après le silence de l'histoire », in Nina Barbier, Malgré elles : les Alsaciennes et Mosellanes incorporées de force dans la machine de guerre nazie, Éd. du Rhin, Strasbourg, 2000, p. 11-14
- « L'Alsace, une région décalée » (en collaboration avec Jean-Claude Richez), in René Mouriaux (dir.), 1968, exploration du mai français, tome 1, Terrains, L'Harmattan, 2000, p. 163-183
- « L'Alsace annexée, germanisée et nazifiée », in L'archéologie en Alsace et en Moselle au temps de l'annexion (1940-1944), 2001, p. 14-17
- « 1789-1939 : les Juifs d'Alsace, la nation et la politique », in Regards sur la culture judéo-alsacienne : des identités en partage, La Nuée Bleue, 2001, p. 153-166
- « L'Alsace de 1918 à 1945 : d'une Libération à l'autre », in La presse en Alsace au XXe siècle, Presses universitaires de Strasbourg, 2002, p. 39-52
- « Les particularités de l'ancien réseau d'Alsace et de Lorraine » (en collaboration avec Françoise Olivier-Utard et Pierre Schill, in Cheminots et militants : un siècle de syndicalisme ferroviaire, Éd. de l'atelier, Paris, 2003, p. 50-52
- « L'université française de Strasbourg repliée à Clermont-Ferrand (1939-1945) », in Les Reichsuniversitäten de Strasbourg et de Poznań et les résistances universitaires, Presses universitaires de Strasbourg, 2005, p. 237-261
- « Résister aux dictateurs fascistes : l'adresse de 128 professeurs de Strasbourg au président Albert Lebrun (janvier 1939) », in La science sous influence, La Nuée Bleue, Strasbourg, 2005, p. 173-174
- « Les étudiants alsaciens et mosellans dans l'entre-deux-guerre : une génération sacrifiée ? », in La science sous influence, La Nuée Bleue, Strasbourg, 2005, p. 175-177
- « Chronique de la faculté des sciences de Strasbourg repliée à Clermont-Ferrand (1939-1945) », in La science sous influence, La Nuée Bleue, Strasbourg, 2005, p. 179-184
- « Des Alsaciens dans la résistance intérieure (hors d'Alsace) », in Fondation Entente franco-allemande, Metz, 2006, p. 145-163
- Schiltigheim au XXe siècle (Armand Peter, dir., en collaboration avec Annelise Gérard et Françoise Olivier-Utard), bf éditions, 2007
- « Les associations de PRAF (Patriotes réfractaires à l'annexion de fait) d'Alsace et de Moselle », in Sorties de guerre, no 2, 2007, p. 109-118
- Réfugiés, expulsés, évadés d'Alsace et de Moselle, 1940-1945, J. Do Bentzinger, Colmar, 2010[4]
- « L'enfer répressif », in Les Saisons d'Alsace, no 44, p. 66-73